# Scorpion Springs Conservation Park
Scorpion Springs Conservation Park är en park i Australien. Den ligger i delstaten South Australia, omkring 220 kilometer öster om delstatshuvudstaden Adelaide.
Trakten runt Scorpion Springs Conservation Park är nära nog obefolkad, med mindre än två invånare per kvadratkilometer.. Det finns inga samhällen i närheten.
Omgivningarna runt Scorpion Springs Conservation Park är i huvudsak ett öppet busklandskap. Genomsnittlig årsnederbörd är 422 millimeter. Den regnigaste månaden är juni, med i genomsnitt 68 mm nederbörd, och den torraste är december, med 11 mm nederbörd.